# Пакт Рибентроп – Молотов
Пактът за ненападение между Германия и Съветския съюз (на немски: Deutsch-sowjetischer Nichtangriffspakt; на руски: Договор о ненападении между Германией и Советским Союзом), известен също като Пакт Молотов – Рибентроп, е споразумение за ненападение с решаващи исторически последици между СССР и Германия, сключено в Москва на 23 август 1939 г.
От страна на Съветския съюз договорът е подписан от народния комисар на външните работи Вячеслав Молотов, а от тази на Германия – от министъра на външните работи Йоахим фон Рибентроп. На ратифицирането му присъства и Йосиф Сталин.
Към споразумението е приложен таен допълнителен протокол за определяне границите на областите от взаимен интерес в Източна Европа в случай на „териториално и политическо преразпределение“.
До 1989 г. от съветска страна съществуването на протокола се отрича, макар че копие от него е направено публично достояние след нареждане на президента на САЩ Хари Труман. Договорът е публикуван в САЩ за първи път от Louis Post-Dispatch на 22 май 1946 г., а във Великобритания – от в. Manchester Guardian. Това е част от официална публикация на Държавния департамент за съветско-германските отношения 1939 – 1941 г. Редактирани са от Raymond J. Zontag и James S. Beddie през януари 1948 г. Новооткрити оригинали са публикувани през 1993 г.
Пактът за ненападение между Нацистка Германия и Съветския съюз е подписан след период на охлаждане на съветско-германските политически и икономически отношения, причинен от установяването на нацисткото управление в Германия на Адолф Хитлер, както и от въоръжените конфликти в Испанската гражданска война и при Халхин Гол на СССР с Япония.
Договорът се превръща в политическа изненада за другите страни. Слуховете за съществуването на допълнително тайно споразумение идват малко след неговото подписване.
Втората световна война започва на 1 септември 1939 г. Германия започва настъпление срещу Полша. На 17 септември 1939 г. по силата на допълнителния протокол към договора на територията на Полша нахлуват съветски войски. На 18 септември 1939 г. Германия и СССР излизат със съвместна декларация, подписана от Рибентроп, Сталин и Молотов, която гласи:
„Правителствата на Райха и на СССР чрез подписания днес договор, като уреждат границите между двете държави вследствие разпадането на Полската държава и създавайки по този начин сигурна основа за продължителен мир в Източна Европа, единодушно изказват своето гледище, че е в интерес на всички народи да приключат положението на война, което съществува между Германия, от една страна, и Франция и Англия, от друга.
Двете правителства, прочее, ще направят общи усилия да се постигне тази цел, колкото е възможно по-скоро. В случай че това не се достигне, ще се докаже, че Англия и Франция са отговорни за войната.“
Териториалното разделяне на Полша между СССР и Германия завършва на 28 септември 1939 г. с подписването на Договор за дружба и граници между СССР и Германия. Установена е обща съветско-германска граница.
На 30 ноември 1939 г. СССР напада Финландия. За Червената армия започва изтощителна война свързана с голям брой човешки жертви, която завършва през март 1940 г. Съгласно съветско-финландския мирен договор се откъсват територии от Финландия в полза на Съветския съюз.
През 1940 г. Червената армия, в разрез с предварителните договорености за сферите на влияние, навлиза в балтийските държави Литва, Латвия и Естония и те са присъединени към СССР. Същата съдба имат Бесарабия и Северна Буковина.
След като Германия напада Съветския съюз на 22 юни 1941 г., договорът и допълнителния протокол фактически стават невалидни. Конгресът на народните депутати на СССР през 1989 г. осъжда допълнителния протокол към договора и го обявява за нищожен, считано от датата на подписването му.

## Предистория

### 1933 – 1938 г.
След установяването на националсоциалистическия режим на Адолф Хитлер в Германия през 1933 г. започват антикомунистически ексцесии в рамките на „Националната революция“. Съветският съюз прекратява икономическите и военните отношения с Германия.
През март 1935 г. Германия окончателно престава да се съобразява с военните точки на Версайски договор от 1919 г. В страната е въведена задължителната военна служба и започва превъоръжаване на армията. Процесът не среща противодействие от страна на западните сили, които са гаранти на Версайския договор.
През ноември 1936 г. Германия и Япония подписват Антикоминтерновския пакт. Към него се присъединява Италия (1937). Започва Испанската гражданска война след държавния преврат на генерал Франко. Съветският съюз оказва материална военна помощ и участва в организирането на интернационални бригади в подкрепа на републиканското правителство на Испания. Германия и Италия активно подкрепят генерал Франко.
Германия осъществява аншлуса на Австрия (март 1938 г.) Предявява териториални претенции спрямо Чехословакия. Великобритания и Франция провеждат политика на „умиротворяване“.

### Мисия Канделаки
Съветският съюз прави няколко опита за разширяване на съветско-германските икономически и политически отношения (1934 – 1937). В Берлин е изпратен Давид Канделаки, личен пратеник на Сталин. В края на 1934 г. започва преговори с цел да преведе съветско-германските отношения от икономическо на политическо равнище. През 1936 г. предлага на Германия да бъде подписан договор за ненападение. Предложението е отхвърлено с мотив, че страните нямат обща граница. Германия по идеологически и политически съображения не счита за необходимо да разширява връзките със Съветския съюз и мисията „Канделаки“ завършва с неуспех през 1937 г.

### Въпрос за печените кестени
Това наименование се появява след отчетния доклад на Сталин за работата на Централния комитет на ХVІІІ конгрес на ВКП (б) (10 март 1939 г.) В него Сталин обвинява Великобритания и Франция в политика на провокиране на война. Обявява политика на мир в отношенията с Германия. Като изброява агресивните действия на Антикоминтерновския пакт, посочва, че причината за това е „отказът на голяма част от неагресивните страни и преди всичко Великобритания и Франция, от политиката на колективна сигурност срещу агресорите“. Сталин формулира по следния начин основните цели на съветската политика:

1. Да се провежда и занапред политика на мир и укрепване на деловите връзки с всички страни.

2. Да не се позволява да се въвлече в конфликт нашата страна от провокаторите на война, привикнали да изгребат въглените с чужди ръце.

По мнението на историци речта е възприета от Рибентроп като намек за подобряване на отношенията между Германия и СССР. След сключването на Пакта за ненападение между Нацистка Германия и Съветския съюз Молотов го определя като „начало на обрата“ в съветско-германските отношения.

## Криза през 1939 г.

### Пролетно-лятна криза
След Мюнхенското споразумение между Великобритания, Франция, Германия и Италия на 15 март Германия окупира Чехия, а в края на месеца – Мемелската област с Клайпеда. На 21 март Рибентроп изисква от полския си колега Юзеф Бек да удовлетвори всички условия на Германия, след което да провежда антисъветска политика съвместно с Германия. Полша категорично отхвърля германските искания.
На 31 март Невил Чембърлейн обявява от името на Великобритания и Франция предоставянето на гаранции на Полша в случай на агресия. На 6 април тези гаранции са оформени в полско-британска военна конвенция.
В реч в Райхстага на 28 април Хитлер обявява анулирането на германско-полския пакт за ненападение от 26 януари 1934 г. и на англо-германската военноморска конвенция. Политическите наблюдатели отбелязват, че Хитлер в речта си „избягва традиционните атаки срещу Съветския съюз“.
На 22 май е подписан договор за специалния военен съюз на Италия с Нацистка Германия („Стоманен пакт“). На следващия ден Хитлер заявява намерението да нападне Полша и да получи „жизнено пространство на Изток“. Великобритания е наречена главен враг на Германия, борбата с нея е „въпрос на живот и смърт“. Хитлер не изключва, че СССР към „съдбата на Полша ще остане безразличен“. В случай на съветски военни действия срещу Полша изразява намерение „да атакува Великобритания и Франция и да им нанесе няколко съкрушителни удара“.
В отговор на окупацията на Чехия съветското правителство в своята нота от 18 март обявява:
„... При липса на каквато и воля на чешкия народ окупацията на Чехия от германски войски и последващи действия на германското правителство не могат да не бъдат признати за произволни, насилствени, агресивни“.
Комисарят по външните работи Максим Литвинов предлага да се свика конференция на 6 страни: СССР, Великобритания, Франция, Румъния, Полша и Турция, за да се предотврати по-нататъшна германска агресия. Британската страна намира предложението „за преждевременно“ и предлага ограничаване в съвместната декларация на Великобритания, Франция, СССР и Полша за запазването на независимостта и целостта на страните от Източна и Югоизточна Европа.
На 16 април в отговор на британското предложение да се дадат на Полша едностранни гаранции и от страна на Съветския съюз Литвинов предлага проект за тристранен договор. Включва “оказване на пълна, в т.ч. и военна, помощ на източноевропейските държави, разположени между Балтийско и Черно море и граничещи със СССР, в случай на агресии срещу тези държави“. Предложението за тристранен съюз е възприето на запад като прекалено радикално. В отговор Франция на 25 – 29 април предлага вместо това да се ограничат с кратка декларация за намеренията „да се оказва военна взаимопомощ на страните от Централна и Източна Европа в случай на германска агресия срещу някой от ответниците“. В СССР предложението не намира подкрепа. Британското правителство на 8 май предлага на Съветския съюз по-малко обвързваща декларация, с която СССР да помага на Англия и Франция, ако са въвлечени във война с Германия. Това предложение е отхвърлено от Съветския съюз, тъй като не отговаря на принципа за реципрочност.
Според изследователя Сергей З. Случ перспективата за участие във война срещу Германия не е приемана от Сталин и поддържане на връзките с Берлин е било за него „приоритетна задача“.
На 3 май в дългогодишния съветски външен министър Максим Литвинов, който е от еврейски произход и е привърженик на системата за колективна сигурност, е заменен с Вячеслав Молотов – знак, за затопляне на отношенията между Съветския съюз и Германия. В Берлин промяната е приета като обнадеждаващ знак за отношенията между двете държави. Ден по-късно в германските вестници са забранени всякакъв вид нападки срещу Съветския съюз. На 9 май в Берлин усилено се носят слухове, че Германия „е направила или се подготвя да направи на Русия предложения, насочени към разделяне на Полша“. На 20 май Молотов приема германския посланик в Москва Вернер фон Шуленбург. Изтъква, че за успеха на икономическите преговори „трябва да бъде създадена съответна политическа база“. На 21 май Сталин изисква от Народния комисариат по външните работи всички документи по германо-съветските договори. Възприема се начало към създаване на нова курс и подготовка на нов междудържавен договор.
На 27 май Чембърлейн, като приема, че Германия ще може да неутрализира Съветски съюз, изпраща на посланика си в Москва инструкция да се съгласи на дискусия за пакт за взаимна помощ, военна конвенция и държавни гаранции. Молотов приема хладно пакета с предложения. В речта си пред Върховния съвет на СССР на 31 май прави предложения: тристранен договор за взаимопомощ, гаранции към малките държави и военна конвенция. Формулира ги като предложения на СССР. Подчертава, че СССР не се отказва от „делови отношения на практическа основа“ с Италия и Германия и избягва нападки срещу Германия. На 28 юни приема Шуленбург и обсъждат като желани и възможни въпросите за нормализация на отношенията с Германия.

### Сближаване между СССР и Германия
Германия има план за подобряване на германо-съветски политически отношения. Включва:
- сключване на договор за търговски кредит;
- нормализиране на отношенията в областта на печата и културните връзки, създаване на атмосфера на взаимно уважение;
- политическо сближаване.

На 3 август германският външен министър Рибентроп прави официална декларация за германо-съветско сближаване. Изразява готовност „за разрешаване на всички проблеми в областта от Балтийско до Черно море“. В отговор съветският нарком Молотов прави предложение за сключване на пакт. Икономическото споразумение между двете страни е подписано на 19 август.

### Военни преговори с Великобритания и Франция
На 23 юли 1939 г. са предложени преговори на военните мисии на СССР, Великобритания и Франция в Москва. Преговорите започват на 12 август. На първото заседание ръководителят на съветската делегация предлага запознаване с пълномощията на всяка от делегациите. Предявява пълномощията на съветската делегация, според които тя има задача „да води преговори с британски и френски военни мисии и да подпише военна конвенция за организиране на отбраната на Великобритания, Франция и Съветския съюз срещу агресията в Европа“. Френската и британската делегация нямат такива пълномощия. Преговорите завършват без споразумение на 17 август.

### Политика в Източна Европа
Правителствата на източноевропейските страни се отнасят с недоверие към СССР. След превземането от Германия на Мемелската област в Литва (март 1939) Съветският съюз предприема дипломатически стъпки за сближаване с Латвия и Естония. Тези стъпки не са одобрени. През май 1939 г., въпреки влошаването на отношенията с Германия, полското външно министерство заявява, че Полша не иска да се обвързва с каквито и да било споразумения със Съветския съюз.

## Пакт за ненападение
Германският външен министър Рибентроп пристига в Москва на 23 август. Срещата му със Сталин и Молотов завършва с подписването на договор.

### Текст на договора
Договор за ненападение между Германия и СССР
23 август 1939 г.
Правителството на СССР и Правителството на Германия, ръководейки се от желанието за укрепване делата на мира между СССР и Германия и изхождайки от основните положения в договора за неутралитет, сключен между тях през април 1926 г., стигнаха до следното съглашение:
1. Двете Договарящи се страни задължително да се въздържат от всякакво насилие, от всякакво агресивно действие и всякакво нападение в отношенията една към друга, както поотделно, така и съвместно с други държави.
2. В случай, ако една от Договарящите се Страни се окаже обект на военни действия от страна на друга държава, другата Договаряща се страна няма да поддържа в никаква форма тази държава.
3. Правителствата на двете Договарящи се Страни остават за в бъдеще в контакт една с друга за консултации, за да се информират взаимно по въпроси, засягащи техните общи интереси.
4. Нито една от Договарящите се Страни няма да участва в каквато и да е групировка от държави, която пряко или косвено е насочена срещу другата страна.
5. В случай на възникване на спорове и конфликти между Договарящите се страни по въпроси от всякакъв род двете Страни ще разрешават тези спорове и конфликти изключително по мирен път в реда на дружески обмен на мнения или в нужните случаи по пътя на създаване на комисии за урегулиране на конфликта.
6. Настоящият договор се сключва за срок от десет години така, че ако нито една от Договарящите се Страни не го денонсира една година преди неговото изтичане, срокът на действие на договора се счита автоматически за продължен за следващите пет години.
7. Настоящият договор подлежи на ратификация във възможно най-кратък срок. Размяната на ратификационните грамоти трябва да се извърши в Берлин. Договорът встъпва в сила веднага след неговото подписване.

Съставен в два оригинала, на немски и руски език, в Москва, 23 август 1939 година.
Упълномощен от Правителството на СССР – В. Молотов
За Правителството на Германия – Й. Рибентроп

### Текст на допълнителния протокол
Допълнителен протокол
Във връзка с подписването на Пакта за Ненападение между Германия и Съюза на съветските социалистически републики долуподписаните представители на двете Страни обсъдиха в строго конфиденциални беседи въпросите за разграничаване на техните сфери на влияние в Източна Европа. Тези беседи доведоха до съглашение в следващото:
1. В случай на териториални и политически преобразувания в областите, принадлежащи на прибалтийските страни (Финландия, Естония, Латвия, Литва) северната граница на Литва ще се явява черта, разделяща сферите на влияние на Германия и СССР. В тази връзка заинтересоваността на Литва в района на Вилно се признава и от двете Страни.
2. В случай на териториални и политически преобразувания в областите, принадлежащи на Полската държава, сферите на влияние на Германия и СССР ще бъдат разграничени приблизително по линията на реките Нарев, Висла и Сан. Въпросът за това желателно ли е в интересите на двете Страни съхранението независимостта на Полската държава и за границите на такава държава, ще бъде решен само в хода на бъдещите политически събития. Във всеки случай двете Правителства ще разрешат този въпрос по пътя на дружеското съгласие.
3. Относно Югоизточна Европа Съветската страна указва своята заинтересованост към Бесарабия. Германската страна ясно заявява за пълната си политическа незаинтересованост към тези територии.
4. Даденият протокол се разглежда от двете Страни като строго секретен.

Москва, 23 август 1939 г.
За Правителството на Германия – Й. Рибентроп
Пълномощен представител на Правителството на СССР – В. Молотов

### Подписване
Същата вечер двата документа са подписани. Спомняйки си за това събитие по време на Нюрнбергския процес, Рибентроп заява: „Когато пристигнах в Москва през 1939 г. при маршал Сталин, той обсъди с мен невъзможността за мирно уреждане на германско-полския конфликт в рамките на Пакта Келог-Бриан и ми даде да разбера, че ако той не получи половината от Полша и балтийските страни, без литовското пристанище Либава, веднага може да се върне обратно“.

### Правна оценка на договора
Оценките за правната страна на договора са противоречиви.
Според някои мнения няма точка в договора, която да неутрализира ефекта му, в случай че една от страните по договора се ангажира в агресия. A. A. Пронин уточнява, че договорът е тясно свързан с тайния протокол и не бива да бъде оценяван отделно от него, както и извън конкретната геополитическа ситуация в онези дни. Тайният протокол затвърждава интереса на СССР в балтийските страни Латвия, Естония както и във Финландия, а на Германия – в Литва, Полша, Висла, Сан, Вилнюс. Съветският съюз подчертава своя интерес към Бесарабия, на което Германия не се противопоставя. Допълнителният протокол се оценява от A. A. Пронин като правно неправомерен, тъй като се засягат трети страни.

### Последици от договора
С допълнителния протокол на СССР са признати права над Литва, Латвия, Естония, Финландия, северната част от Полша и Бесарабия (днешна Молдова), които са анексирани след нападението на Германия над Полша и подписването на Договорът за дружба и граници между СССР и Германия, 28 септември 1939 г.
Заради агресията срещу Финландия СССР е изключен от Обществото на народите. Окупацията на прибалтийските републики и заетите територии в Полша, Румъния и Финландия е призната по силата на обстоятелствата от западните съюзници при устройване на следвоенния световен ред.
С пакта Германия се задължава и доставя на Съветите така необходимото им индустриално оборудване, технологии и оръжие. Съществува теза, че договорът дава възможност да се спечели жизненонеобходимо време за укрепване на нападателните способности на СССР, което в същото време отслабва фашисткия блок.